# زبراسلاویتسه
زبراسلاویتسه (به لاتین: Zbraslavice) یک منطقهٔ مسکونی در جمهوری چک است که در شهرستان کوتنا هورا واقع شده‌است. زبراسلاویتسه ۳۸٫۰۸ کیلومتر مربع مساحت و ۱٬۳۵۲ نفر جمعیت دارد.